# ويليام هينسون كول
ويليام هينسون كول هو محامي وصحفي وسياسي أمريكي، ولد في 11 يناير 1837 في بالتيمور في الولايات المتحدة، وتوفي في 8 يوليو 1886 في واشنطن العاصمة في الولايات المتحدة. نشط حزبياً في الحزب الديمقراطي. وقد انتخب عضو مجلس النواب لولاية ماريلند ‏ وانتخب عضو مجلس النواب الأمريكي ‏.